# Bobbi Fischer
Karl Albrecht Fischer, auch bekannt als KAB Fischer oder Bobbi Fischer, ist ein deutscher Pianist, Komponist und Arrangeur, der in den Bereichen Jazz, Bühnen- und Filmmusik wirkt.

## Wirken
Fischer studierte Schulmusik und Jazz in Stuttgart und war als musikalischer Leiter an den Schauspielhäusern Karlsruhe und Stuttgart tätig sowie an einer Produktion des Tanztheater Ludwigsburg.
Erste Filmmusiken schuf er für Kurzspielfilme von Titus Selge, für den er später auch häufig bei Fernsehproduktionen wie Tatort oder Polizeiruf 110 zusammenarbeitete.
Für das internationale Chorprojekt C.H.O.I.R komponierte er die Missa latina (2016) und ein Magnificat (2017).
Als Pianist tritt Fischer innerhalb von Ensembles wie Tango Five auf.

## Filmografie
- 1998: Altöl & Champagner, Kurzspielfilm
- 1997: Vergessen Sie Stoertebeker! Kurzspielfilm
- 2002: ABC des Lebens, Spielfilm
- 2004: Polizeiruf 110: Der Prinz von Homburg
- 2005: Polizeiruf 110: Die Mutter von Monte Carlo
- 2006: Polizeiruf 110: Die Lettin und ihr Lover
- 2008: Polizeiruf 110: Kellers Kind
- 2009: Tatort: Architektur eines Todes
- 2010: Tatort: Am Ende des Tages